# Рейзин, Эдуард Карлович
Эдуард Карлович Рейзин (латыш. Eduards Reiziņš; 20 апреля (2 мая) 1890, волость Зиемеру — 6 апреля 1970, Рига) — преподаватель-биолог, первый директор Зоологического музея Нижегородского государственного университета.
Родился в крестьянской семье, по месту рождения значился приписанным к Лифляндской губернии Валкского уезда Старо-Гульбенской волости. После приобретения звания уездного учителя математики в 1907 г. полтора года работал в начальной школе Лифляндской губернии. С 1908 по 1910 годы Э. К. Рейзин продолжал своё образование на частных курсах при Латышском просветительском обществе в Риге и работал в Музейной Комиссии при Латышском учительском обществе. В 1910 году получил место учителя естествоведения и математики в частной прогимназии в городе Бауска (Курляндская губерния). Прослушал курс зоологии профессора К. К. Сент-Илера в Юрьевском университете, занимался изготовлением учебных коллекций по зоологии в физико-математическом кружке студентов Юрьевского университета.
Летом 1911 года вместе с К. К. Сент-Илером устраивал экскурсию на временную биологическую станцию в Ковде на Белом море. Латышское учительское общество предложило Э. К. Рейзину принять участие в экскурсии, чтобы собрать материал для учебных коллекций. Перед экскурсией по пути он должен был на несколько дней поехать в Петербург и ознакомиться с постановкой и организацией производства учебных пособий в мастерской подвижного музея. На биологической станции профессором Сент-Илером был устроен дополнительный шестинедельный курс зоологии.
Осенью 1911 года Эдуард Карлович снова вернулся к учительской деятельности и занял место преподавателя естествоведения и математики в профессиональном училище при ст. Штокмангоф Лифляндской губернии. Заинтересовавшись во время пребывания на Ковдинской биологической станции фауной северных морей, он изыскивал способы пробраться на побережье Белого моря или Ледовитого океана на более продолжительное время.
В 1912 году Э. К. Рейзин был направлен в Александровское высшее начальное училище на Мурман.
В январе 1913 г. он обратился к заведующему местной биостанцией Г. А. Клюге с просьбой разрешить работать на станции. Последний дал своё устное согласие и направил Рейзина к директору Мурманской станции профессору Шимкевичу, возбудив ходатайство о предоставлении места. Однако от Шимкевича было получено уведомление, что все места на станции распределены и Э. К. Рейзин может работать там только неофициально. Эдуард Карлович согласился на эти условия и стал работать на Мурманской биостанции, занимаясь 1) изучением методов фиксирования актиний, голотурий и некоторых червей; 2) определением губок и гидроидных полипов и 3) изучением состава планктона в Екатерининской гавани в связи с гидрометеорологическими явлениями. Одним словом, был негласным помощником Г. А. Клюге по заведованию станцией (главным образом, по доставке материала и по устройству Музея).
Осенью 1915 года Э. К. Рейзин приехал в Москву, где получил место в Московской средней школе, сначала преподавателя зоологии и ботаники, а потом и физики. Параллельно с работою в школе он состоял слушателем Университета Шанявского в Москве, где дополнял пробелы в своем образовании, главным образом, по предметам, связанным с биологией.
2 июня 1918 года Э. К. Рейзин подал заявление на кафедру зоологии профессионального факультета. 8 июня 1918 г. был избран преподавателем по этой кафедре.
С 28 октября 1918 года по 31 декабря 1922 года дважды избирался секретарем профессионального факультета (28 октября 1918 года и 11 марта 1920 года). В университете вел курсы по рыбоведению и рыборазведению, изготовлению наглядных учебных пособий, практические занятия по зоологии.
Первый заведующий зоологическим музеем Нижегородского Университета, помощник директора первой биостанции ННГУ. Ученик и коллега Д. Ф. Синицына
19 ноября 1923 года Эдуард Карлович Рейзин покинул Нижний Новгород и уехал в город Ригу, в Латвию, где состоял лектором Центрального Педагогического института.
Сыновья: старший (род. в Нижнем Новгороде) д.х.н., проф. Рудольф Эдуардович Рейзин(11.12.1921 – 04.11.1984), младший - известный латвийский математик Линард Эдуардович Рейзиньш (14.01.1924—1991).